# Maestro general de la Orden de Predicadores

Escudos de la Orden de Predicadores

Maestro de la Orden de Predicadores (en latín: Magister Ordinis Prædicatorum) es la denominación del cargo con la mayor autoridad dentro de la Orden de Predicadores, orden religiosa fundada por Santo Domingo de Guzmán. Al maestro se le elige por votación dentro de los capítulos eclesiásticos generales que, cada nueve años, tienen lugar en sesión deliberativa y electiva. La junta encargada de su elección está constituida por los ex-generales de la orden (si están todavía con vida y en condición de participar) y por todos los priores y los miembros de los definitorios provinciales (o de uno, o más vicarios de ellos, en el caso no puedan presenciar y el cargo está vacante), y por otros delegados procedentes de otras provincias.
El maestro ocupa el cargo durante nueve años y puede ser reelegido; en cuanto superior religioso se le debe voto de obediencia y su mandato, que empieza inmediatamente después de la elección, le confiere una amplia autoridad efectiva, a diferencia del modus operandi de otras órdenes. En mérito a la mayoría de las materias, sobre todo las más importantes, gobierna y toma decisiones con la ayuda de la curia del generalato que el maestro preside. De la misma forma él convoca y preside los capítulos generales, reunidos cada tres años, únicamente en su función deliberativa.
Algunos de los maestros de la Orden han alcanzado altos honores dentro de la liturgia o la jerarquía católica:: dos son considerados santos (1, 3); cinco están beatificados (2, 6, 9, 23, 76); dos tienen el título de venerables desde tiempo inmemorial (4, 5); actualmente uno tiene abierto el proceso de beatificación (78). Uno de los Maestros, Nicolás Bocasini (9), fue elegido Papa con el nombre de Benedicto XI (beato). Otros 14 fueron nombrados cardenales, algunos de ellos tan famosos como el Cardenal Cayetano (38), García de Loaysa (39), Vicente Giustiniano (47), Xavierre (52), Agustín Pipía (61) y Juan Tomás de Boxadors (64). Otros nueve fueron obispos, arzobispos, patriarcas o legados pontificios, etc. Hasta hoy, los maestros refrendan algunos textos oficiales con el título “Profesor de Sagrada Teología, y Humilde Maestro y Siervo de toda la Orden de Predicadores”.

## Lista de maestros de la Orden
1. Santo Domingo de Guzmán (1216 -1221)
2. Beato Jordán de Sajonia (1222-1237)
3. San Raimundo de Peñafort (1238-1240)
4. Juan de Wildeshausen (1241-1252)
5. Humberto de Romans (1254-1263)
6. Juan de Vercelli[1] (1264-1283)
7. Munio de Zamora (1285-1291)
8. Esteban de Besançon (1292-1294)
9. Nicolás Boccasini (1296-1298)
10. Alberto de Chiavari (1300)
11. Bernardo de Jusix (1301-1303)
12. Aymerico de Placencia (1304-1311)
13. Berenguel de Landoria (1312-1317)
14. Herveo de Nédellec (1318-1323)
15. Bernabé Cagnoli (1324-1332)
16. Hugo de Vaucemain (1333-1341)
17. Gerardo de Daumar de la Garde (1342)
18. Pedro de Baume-les-Dames (1343-1345)
19. Garino de Guy-l'Evêque (1346-1348)
20. Juan de Moulins (1349-1350)
21. Simón de Langres (1352-1366)
22. Elías Raymond (1367-1380)
23. Raimundo de Campua (1380-1399)[2]
24. Tomás de Firmo (1401-1414)
25. Leonardo Dati (1414-1425)
26. Bartolomé Texier (1426-1449)
27. Pedro Rochin (1450)
28. Guido Flamochetti (1451)
29. Marcial Auribelli (1453-1462)
30. Conrado de Asti (1462-1465)
31. Leonardo Mansueti (1474-1480)
32. Salvo Cassetta (1481-1483)
33. Bartolomeo Comazzi (1484-1485)
34. Bernabé Sansoni (1486)
35. Joaquín Turriani (1487-1500)
36. Vicente Bandello (1501-1506)
37. Juan Cleré (1507)
38. Tomás de Vio (1508-1518)
39. García de Loaysa y Mendoza (1518-1524)
40. Francisco Silvestri (1525-1528)
41. Pablo Butigella (1530-1531)
42. Juan de Feynier (1532-1538)
43. Agustín Recuperati (1539-1540)
44. Alberto de Las Casas (1542-1544)
45. Francisco Romeo (1546-1552)
46. Esteban Usodimare (1553-1557)
47. Vicente Giustiniani (1558-1570)
48. Serafín Cavalli (1571-1578)
49. Pablo Constabile (1580-1582)
50. Sixto Fabri (1583-1589)
51. Hipólito María Beccaria (1589-1600)
52. Jerónimo Xavierre (1601-1607)
53. Agustín Galamini (1608-1612)
54. Serafín Secchi (1612-1628)
55. Niccolò Ridolfi (1629-1642)[3]
56. Tomás Turco (1644-1649)
57. Giovanni Battista de Marinis (1650-1669)
58. Juan Tomás de Rocabertí (1670-1677)
59. Antonio de Monroy (1677-1686)
60. Antonin Cloche (1686-1720)
61. Agustín Pipia (1721-1725)
62. Tomás Ripoll (1725-1747)
63. Antonin Brémond (1748-1755)
64. Juan Tomás de Boxadors (1756-1777)
65. Baltasar de Quiñones (1777-1798)
66. Pio Giuseppe Gaddi (1798-1819)
67. Joaquín Briz (1825-1831)
68. Francisco Fernando Jabalot (1832-1834)
69. Benedetto Maurizio Olivieri (1834-1835)
70. Tommaso Giacinto Cipolletti (1835-1838)
71. Angelo Ancarani (1838-1844)
72. Vincenzo Ajello (1844-1850)
73. Alexandre Vincent Jandel, (1850-1872)[4]
74. José María Larroca (1879-1891)
75. Andreas Frühwirth (1891-1904)
76. Hyacinthe-Marie Cormier (1904-1916)
77. Ludwig Theissling (1916-1925)
78. Beato Buenaventura García de Paredes (1926-1929)
79. Martin Gillet (1929-1946)
80. Manuel Suárez Fernández (1946-1954)
81. Michael Browne (1955-1962)
82. Aniceto Fernández Alonso (1962-1974)
83. Vincent de Couesnongle (1974-1983)
84. Damian Byrne (1983-1992)
85. Timothy Radcliffe (1992-2001)
86. Carlos Alfonso Azpiroz Costa (2001-2010)
87. Bruno Cadoré (2010-2019)
88. Gerard Timoner (2019-)

## Nacionalidades
- Italianos, 38: (6, 9, 10, 12, 15, 23, 24, 25, 30, 31, 32, 33, 34, 35, 36, 38, 40, 41, 43, 45, 46, 47, 48, 49, 50, 51, 53, 54, 55, 56, 57, 61, 66, 68, 69, 70, 71, 72).
- Franceses, 25: (5, 8, 11, 13, 14, 16, 17, 18, 19, 20, 21, 22, 26, 27, 28, 29, 37, 42, 60, 63, 73, 76, 79, 83, 87).
- Españoles, 15: (1, 3, 7, 39, 44, 52, 58, 62, 64, 65, 67, 74, 78, 80, 82).
- Alemanes, 2: (2, 4)
- Irlandeses, 2: (81, 84)
- Mexicanos, 1: (59) (novohispano)
- Austríacos, 1: (75)
- Holandeses, 1: (77)
- Ingleses, 1: (85)
- Argentinos, 1: (86)
- Filipinos, 1: (88)